# 石鏃

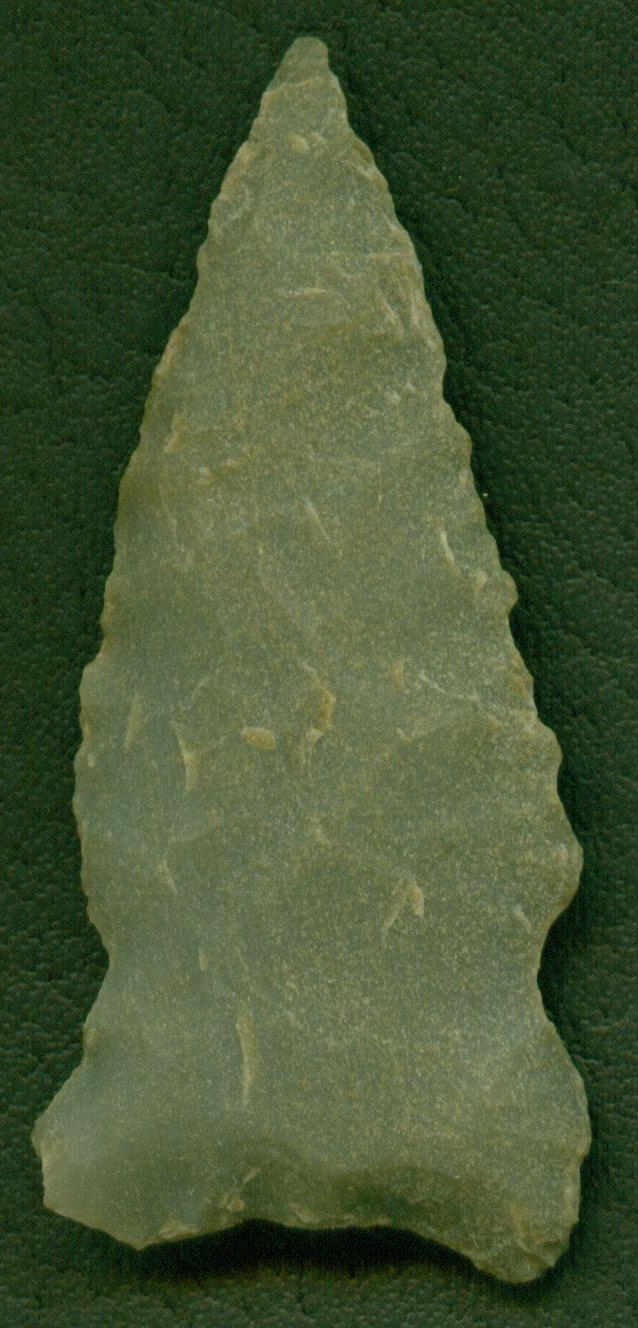
アメリカ・インディアンの石鏃（米国はアーカンソー州のミルウッド湖［en］出土）

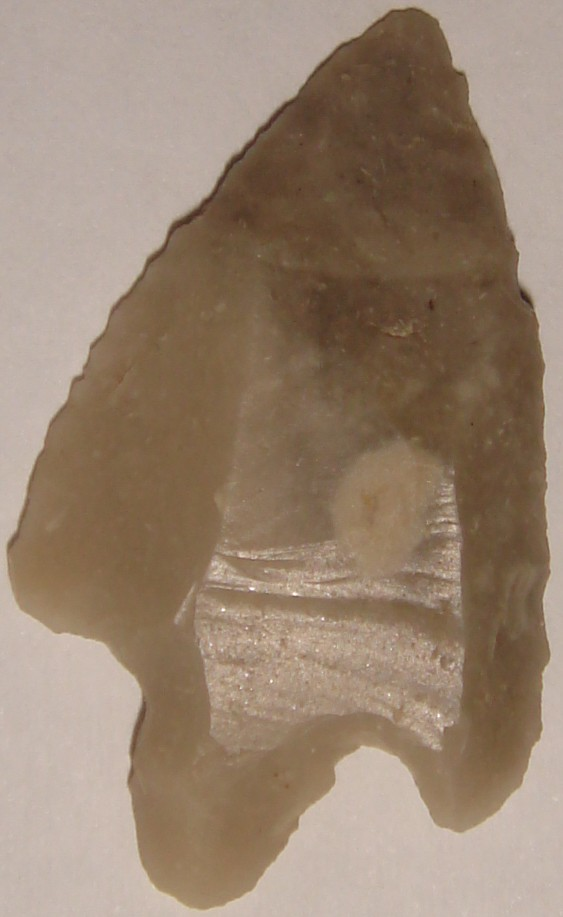
フランス北西部ブルターニュ半島出土の石鏃

石鏃（せきぞく）は、石を材料として作られた鏃（やじり、矢尻とも、また矢先や矢の根とも）のこと。矢の先端に紐などで固定させて用いる、刺突用の小型の石器である。石製の鏃（せきせいのぞく、いしせいのぞく）などとも言う。また古い言い方では石弩（いわのやのね）、矢の根石（やのねいし）などとも言う。

## 旧石器時代
狩猟に用いられた矢の先端には石、動物の骨や角、金属などが取り付けられたが、このうち石（石器）を用いたものが石鏃である。
旧石器時代後期のソリュート文化のみられるスペイン東部の遺跡からは、かえりの付いたフリントの石鏃が発見されている。
しかし、旧石器時代には狩猟の対象が巨大動物であったため弓矢よりも投銛器のほうが有効だったと考えられている。
旧石器時代終末期から縄文時代草創期の遺跡とみられる日本の大平山元遺跡から、15,500-16,500年前のものとみられる旧石器時代の特徴を示す石鏃が出ているが、これは今のところ世界で最も古い石鏃とみられている。

## 中石器時代
弓矢の使用が本格化したのは氷河の後退によって森林が発達し狩猟の対象が小型化してからと考えられている。
ドイツのアーレンスブルク期の遺跡からは100本以上の矢が発見されているが、その先端には石鏃が取り付けられているものと取り付けられていないものの両方が発見されている。

## 新石器時代

### エルフの矢
17世紀のスコットランド人は、新石器時代の燧石製の石鏃を、エルフの矢（en）と呼んでいた。この鏃は新石器時代人が癒しの儀式の際に用いていた物であったが、17世紀の人々は、魔女やエルフが戯れに人や家畜を傷つける目的で使ったものと信じた。一方で、エルフの矢をときに護符（アミュレット）として身に着け、また、銀製品と合わせて携えることで呪い除けの効果が上がるとも考えていた。

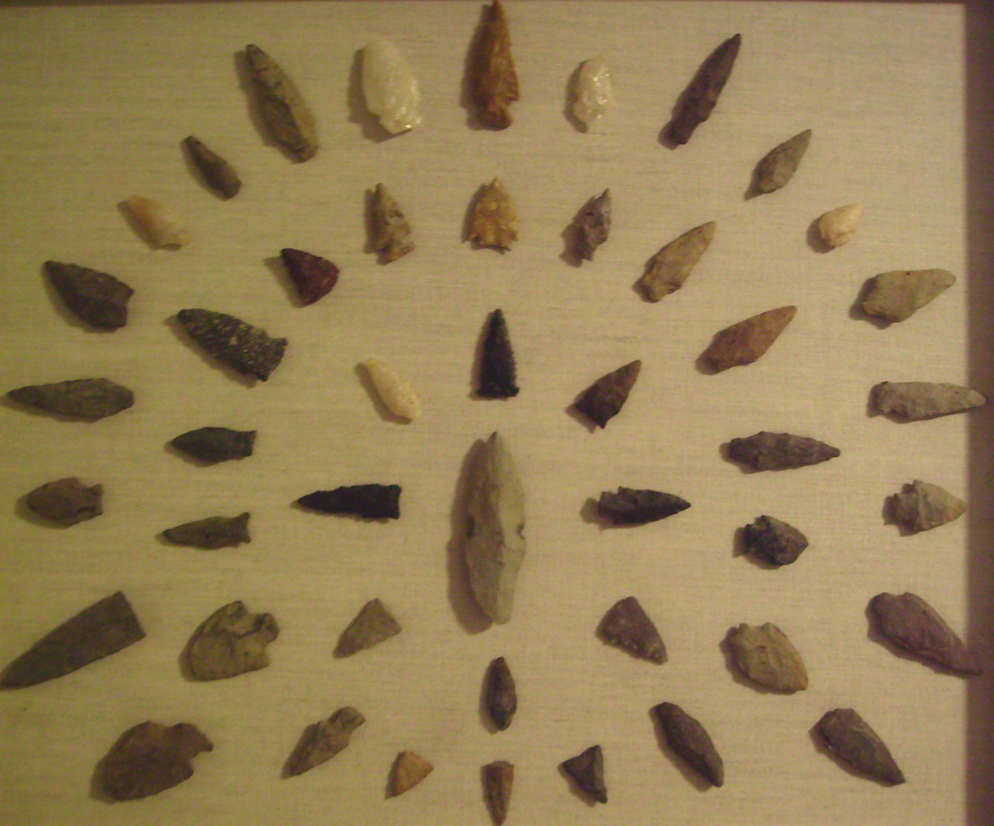
北アメリカで発見された石鏃

### 中国の石鏃
黄河流域に城郭集落が出現した紀元前3000年紀頃から石鏃が現れ、遺跡で犠牲者の遺体が見られることから、集団間の武力衝突が始まっていたものとみられる（『日本考古学 第28号 2009年10月』内の杉本憲司「岡村秀典著『中国文明 農業と礼制の考古学』」）。

### 日本の石鏃

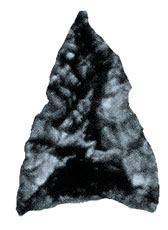
日本の石鏃（黒曜石製）

日本においては縄文時代に弓矢の使用とともに現れ、縄文・弥生時代において主に狩猟具として使われた。
石鏃を、底辺（基辺）の形状が直線になっているものを平基、くぼむものを凹基、突出するものを凸基の3種に分け、茎（なかご）の有無で分けると、全体を平基（無茎）式、凹基（無茎）式、凸基無茎式、凸基有茎式の4形式に分類することができる。
石鏃と同じような石器に、旧石器時代の尖頭器がある。木葉形尖頭器が突槍 (lance) で、有舌尖頭器が投げ槍 (dart) である。前者の方は、長さ・重さの変化の幅が大きい。後者の方はその幅が小さい。

#### 石鏃の歴史
縄文時代の鏃は、厚みが薄く、三角形である。それに比べ、弥生時代中頃の近畿地方の鏃は分厚くて重く、中には三角形のものもあるが、大多数は木の葉型である。重さは、鉄や青銅の鏃に匹敵するという。重いほど打撃力が増す。縄文時代にはシカやイノシシを獲るには軽く、速く、遠くへ飛ぶ鏃で充分有効であった。しかし、弥生時代に入っても初めのうちは軽い鏃を使っていたが、紀元前1世紀から1世紀ごろの近畿地方から香川県にかけての地域では、形が大きく重さも重くなり、深く突き刺さる鏃が現れるようになった。つまり、武器としての使用も増えた。
文献上の記録として、『日本三代実録』に、9世紀末石鏃が発見された記事があるが、人工物であることは忘れ去られ、天神が用いて地上に落としたものと解釈されている。石鏃が古の人工物と認知されたのは江戸時代になる。
出土石鏃が伝説として解釈される事例は他にもあり、奈良県『香芝町史』（1976年・現香芝市）で語られる例では、千畳敷という場所があり、楠木正成が矢の欠乏のため苦戦し、石を削って鏃としたため、今でも石鏃が出土すると伝えられている。これは、石器時代の出土石鏃を中世の「武将伝説」と関連付けて説明したものである。

#### 石鏃の変化
石鏃は、縄文の初めから弥生前期まで一貫して大多数が2グラム未満、1- 3センチメートルの範囲に収まっていたが、弥生中期に、深く突き刺さりやすい形の石鏃が高地性集落の出現とともに近畿地方に出現し、大量に出土している。弓矢が武器に変質し、戦争が行われたと考え、中国史書の倭国大乱の記載と照応させる解釈は、現在広く認められるようになった。
吉野ヶ里遺跡で発掘された甕棺（かめかん）の中から多くの鏃が突き刺さった一体の人骨が見つかっている。部分的に磨いた石鏃、打製の石鏃、サメの歯で作った鏃など10本が刺さっていた。

#### 製造方法
材料は黒曜石や粘板岩、頁岩が多い。剥片石器に属する。写真は突起をともなわない石鏃（無茎石鏃）であるが、矢の先端の反対側に突起（茎）をもつものもあり、これは有茎石鏃と呼ばれる。
縄文時代では、原石を打ち欠いて剥片を作り、それに細部の調整を加えて製作した。ほとんどが打製石器に属する。弥生時代以降から側縁に磨きをかけた磨製石器としての石鏃が増える。

#### 矢柄への取り付け
矢柄（やがら）への取り付けは、管状の植物の凹み部分などを利用し、紐などで縛ったものであろうと考えられる。有茎石鏃の場合は、突起部分を凹み部分とかみあわせて強度を増したものであろう。なお、東北・北海道地方では、石鏃からアスファルトが検出される場合も多く、秋田県の油田から湧出する天然アスファルトが交易の結果、北日本一帯に流通していたことが判明している。

#### 石銛
石鏃を漁具（刺突漁具）として使用した例もある。その場合は、骨角器である回転式離頭銛の先端に付けたものと考えられているが、沿岸部ではまれに有茎石鏃に似ているが、基部（茎の部分）が太く、粗い作りの打製石器が出土することがあり、これは石鏃と区別して石銛（せきせん）と呼んでいる。石銛は出土量そのものが乏しいので、使用法も含めて解明されていない部分が多い。

## 弓矢での威力
アメリカの研究者サクソン＝ポープの実験的研究によって、打製石鏃の貫通力が鋼鉄製の鏃より勝るという結果が出ている。ポープは6年間弓の修業を積み、その後に貫通力の実験を行った。同じ弓で同じだけしぼって等距離から的を射るというものであった。的には、木箱の中に牛の肝臓を入れ、箱の外側には鹿の毛皮をはりつけたものを用いた。黒曜石の打製石鏃と鋼鉄の鏃は同じ重さのものを使用した。その結果、石鏃の矢の方が25%貫通力が勝る事が判明した。射程を変えても同じ結果だったとされる。ただし、佐原真は、これは生身の相手に対しては石鏃も脅威だったという事であり、日本では甲冑の普及にともない、鉄鏃の方が有利となり、鉄製甲冑によって、鉄鏃がさらに重くなったと指摘している（古墳前期末以前と以降では2倍の差がある）。
『通典』挹婁（ゆうろう）伝（8世紀の中国政書）の記述には、3世紀頃、現在の沿海州から黒竜江下流域に住んでいた人々が、青い石で矢尻を作っていたが、「その鋭利な事は鉄も貫くほどだった」とあり、石材によっては鉄に勝ったと記す。